# Frank Kirchner (Informatiker)
Frank Kirchner (* 4. August 1963) ist ein deutscher Informatiker und Hochschullehrer.

## Leben
Kirchner studierte zunächst von 1985 bis 1988  Volkswirtschaft an der Universität Köln und von 1989 bis 1994 Informatik und Neurobiologie an der Universität Bonn, wo er 1999 mit seiner Dissertation Hierarchical Q-Learning in Complex Robot Control Problems promovierte. Von 1994 bis 1998 arbeitete er im GMD-Forschungszentrum Informationstechnik in Sankt Augustin. 1999 wurde Kirchner zum Assistant Professor of Robotics an die Northeastern University in Boston berufen. 2002 folgte er einem Ruf zum Professor auf einen Robotik-Lehrstuhl der Universität Bremen.
Kirchner ist seit 2005 Leiter der Forschungsgruppe Robotik und seit 2008 Standortsprecher des Deutschen Forschungszentrum für Künstliche Intelligenz (DFKI) in Bremen sowie Leiter des Forschungsbereichs Robotics Innovation Center des DFKI. Seit 2013 ist Kirchner außerdem Wissenschaftlicher Direktor des Brazilian Institute of Robotics (BIR) in Salvador, Bahia. 2015 wurde er in die Berlin-Brandenburgische Akademie der Wissenschaften gewählt. 2017 erhielt er die Ehrendoktorwürde des Centro Universitário SENAI CIMATEC in Salvador da Bahia.